# Ballhausen (Syrgenstein)
Ballhausen ist ein Gemeindeteil von Syrgenstein im Landkreis Dillingen an der Donau in Bayern.
Das Kirchdorf liegt auf freier Flur südwestlich von Altenberg und geht fast nahtlos in dieses über.

## Geschichte
Auf der Gemarkung von Ballhausen stammen Streufunde aus der Mittelsteinzeit.
Ballhausen wird 1327 erstmals als „Ballhusen“ urkundlich genannt. Der Ort wurde vermutlich von Staufen aus angelegt. Der Hauptteil des Dorfes gehörte zur Herrschaft Altenberg. Bei der Teilung des Herzogtums Bayern 1505 kam der Ort zum damals gegründeten Fürstentum Pfalz-Neuburg.
Bei der Neuordnung der Verwaltung im Königreich Bayern Anfang des 19. Jahrhunderts kam Ballhausen zum Landgericht Lauingen, später zum Landkreis Dillingen.
Am 1. Juli 1970 schlossen sich die damaligen Gemeinden Ballhausen und Altenberg zur neuen Gemeinde Altenberg zusammen.

## Religion
Ballhausen gehörte zunächst zur Pfarrei Staufen und kam 1966 zur Pfarrei Altenberg.

## Baudenkmäler

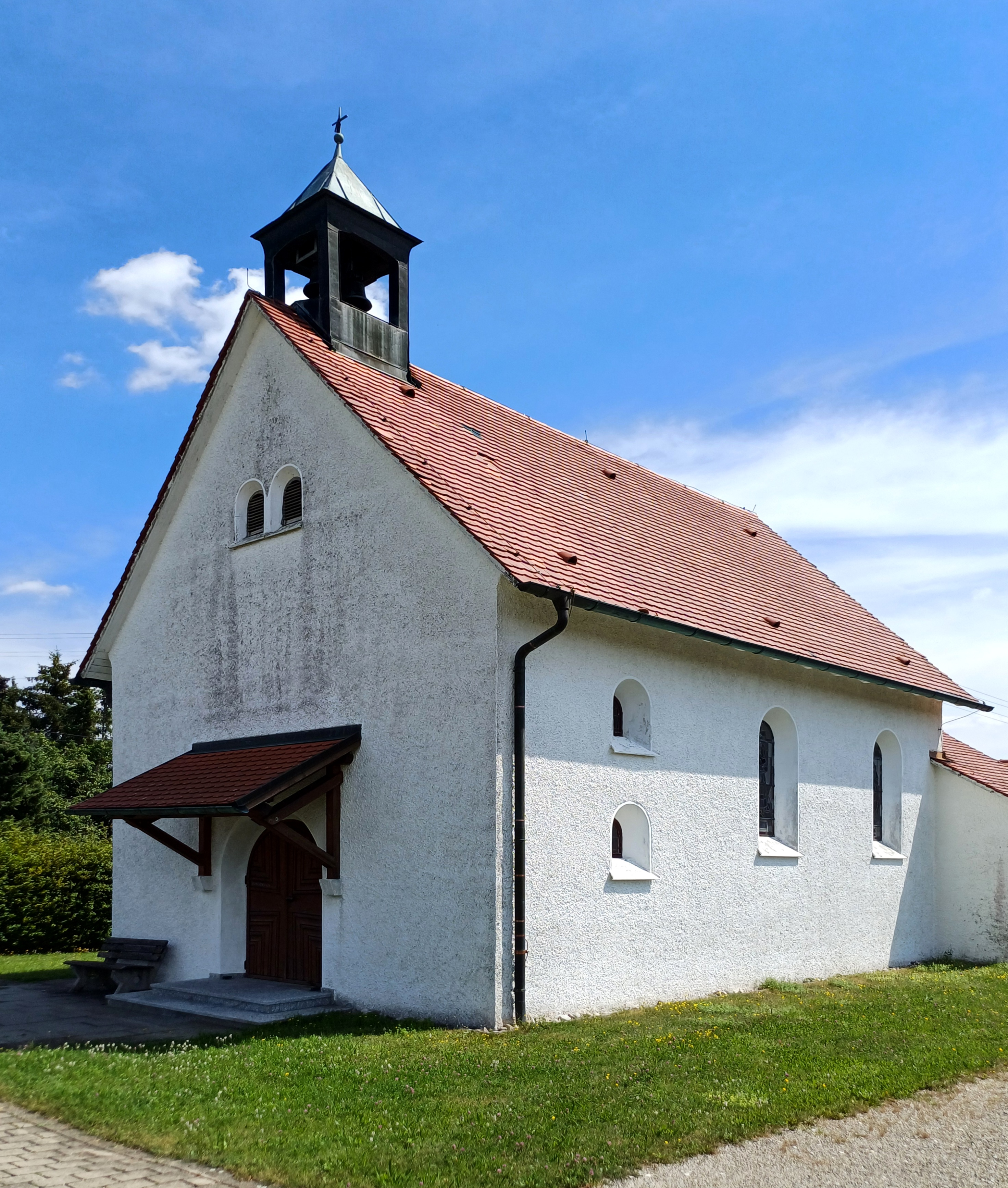
Katholische Filialkirche Maria Hilf

## Bodendenkmäler
Siehe: Liste der Bodendenkmäler in Syrgenstein